# Guillaume Lambert (juriste)
Pour les articles homonymes, voir Lambert et Guillaume Lambert.
Guillaume Lambert, né à Saint-Sauveur-le-Vicomte en 1520, est un juriste français.
Avocat puis Lieutenant-général du bailliage de Cotentin, Guillaume Lambert fut choisi en 1583 pour collaborer à la nouvelle rédaction de la Coutume de Normandie. Il la fit ensuite publier en 1586 en la dédiant au duc de Joyeuse, gouverneur de Normandie.